# Klášter svatého Teodora Bojovníka
Klášter svatého Teodora Bojovníka (arabsky Deir Shahid Tawdros el-Mohareb, krátce Deir el-Mohareb) leží poblíž vesnice Medínit Habu na západním břehu Nilu u Luxoru. Jde o ženský klášter, mající asi 30 řeholnic, spadající pod koptskou diecézi v Luxoru. Podle tradice byl založen sv. Helenou, byl zničen v 11. století. Jisté je, že jeho nejstarší části jsou z 15. století. Kostel je zasvěcen sv. Teodorovi Bojovníkovi, mučedníku z Diokleciánova pronásledování. Má pět lodí a pět svatostánků, ale jen tři jsou původní.